# Seweryn Horoch (oficer)
Seweryn Horoch (ur. 24 sierpnia 1892 w Chwałowicach, zm. ?) – podpułkownik dyplomowany artylerii Wojska Polskiego, kawaler Orderu Virtuti Militari.

## Życiorys
Urodził się 24 sierpnia 1892 w Chwałowicach. Był synem Adama barona Horocha herbu Trąby (1850–1909) i Wandy z domu Karczewskiej herbu Jasieńczyk (1860–1922). Legitymował się tytułem barona. Jego rodzeństwem byli: Zdzisław (1884–1945), Eustachy (1884–1953), Zenobia (1885–1964), Maria (ur. 1890), Ludwik (1895–1968).
W czasie I wojny światowej walczył w szeregach C. K. Armii. Jego oddziałem macierzystym był dywizjon ciężkich haubic nr 10, a następnie do 1918 pułk ciężkiej artylerii polowej nr 2. W czasie służby awansował na kolejne stopnie w korpusie oficerów rezerwy artylerii polowej: podporucznika (1 maja 1915) i porucznika (1 maja 1917).
Po odzyskaniu przez Polskę niepodległości został przyjęty do Wojska Polskiego 29 grudnia 1918. W szeregach 12 pułku artylerii polowej w stopniu porucznika uczestniczył w wojnie polsko-bolszewickiej. Jako dowódca baterii w stopniu porucznika odznaczył w walkach w lutym i w marcu 1920. Ukończył II Kurs Normalny od 1921 do 1923 w Wyższej Szkole Wojennej. Uzyskał tytuł oficera dyplomowanego. Został awansowany na stopień majora artylerii ze starszeństwem z dniem 1 czerwca 1919. W latach 20. pozostawał z przydziałem do 12 pap w garnizonie Złoczów. W 1924, jako oficer nadetatowy jednostki służył w 13 Dywizji Piechoty. Został awansowany do stopnia podpułkownika artylerii ze starszeństwem z dniem 1 stycznia 1928. Jako oficer 12 pułku w 1928 służył w Oddziale III Sztabu Generalnego. Z dniem 31 maja 1930 został przeniesiony w stan spoczynku. W 1934, jako oficer stanu spoczynku pozostawał w ewidencji Powiatowej Komendy Uzupełnień Kraków Miasto. Posiadał przydział do Oficerskiej Kadry Okręgowej Nr V. Był wówczas „w dyspozycji dowódcy Okręgu Korpusu Nr V”.
Formalnie był zameldowany pod adresem ul. Franciszka Smolki 5 we Lwowie. Został uznany osobą chorą umysłowoo i 19 maja 1930 przebywał w Państwowym Zakładzie dla Umysłowo i Nerwowo Chorych w Kobierzynie. Sądownie ustanowionym kuratorem dla niego był jego krewny bar. dr Kajetan Horoch. Po śmierci tegoż (1935) sprawy podpułkownika prowadził i nowym kuratorem został Ludwik Horoch.

## Odznaczenia
- Krzyż Srebrny Orderu Virtuti Militari nr 769[24][b]
- Krzyż Walecznych – dwukrotnie[15]
- Komandor Orderu Świętego Sawy (1929) – Jugosławia[25]
- Brązowy Medal Zasługi Wojskowejna wstążce Krzyża Zasługi Wojskowej (ok. 1917)[6] z mieczami (ok. 1918) – Austro-Węgry[7]
- Krzyż Wojskowy Karola (ok. 1918) – Austro-Węgry[7]